# Ecrinsita
L'ecrinsita és un mineral de la classe dels sulfurs, que pertany al grup de la sartorita. Rep el seu nom del Parc Nacional dels Escrinhs (en francès, Parc national des Écrins), a on es troba la localitat de Jax Roux, la seva localitat tipus.

## Característiques
L'ecrinsita és una sulfosal de fórmula química AgTl₃Pb₄As₁₁Sb₉S₃₆. La seva combinació d'elements és única. És una espècie similar a una encara sense anomenar, la Unnamed (Tl-Ag-Pb Arsenide-Antimonide-Sulphide), trobada a la mina Tohya, a Hokkaido (Japó). Va ser aprovada com a espècie vàlida per l'Associació Mineralògica Internacional l'any 2016. Cristal·litza en el sistema triclínic.

## Formació i jaciments
Va ser descoberta a la localitat de Jas Roux, a La Chapelle-en-Valgaudémar, al Parc Nacional dels Escrinhs que es troba als Alts Alps (Provença – Alps – Costa Blava, França). Es tracta de l'únic indret on ha estat trobada aquesta espècie mineral.